# Hermann Stöcker
Pour les articles homonymes, voir Stöcker.
Hermann Stöcker (né à Borne, le 6 janvier 1938) est un footballeur est-allemand qui évoluait au poste d'attaquant. 
Il remporte la médaille de bronze aux Jeux olympiques de 1964.